# Edmund Jan Osmańczyk

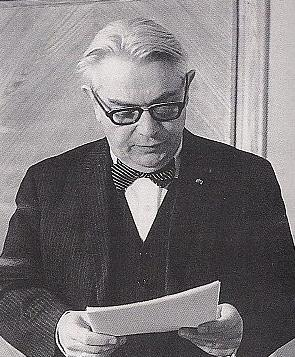

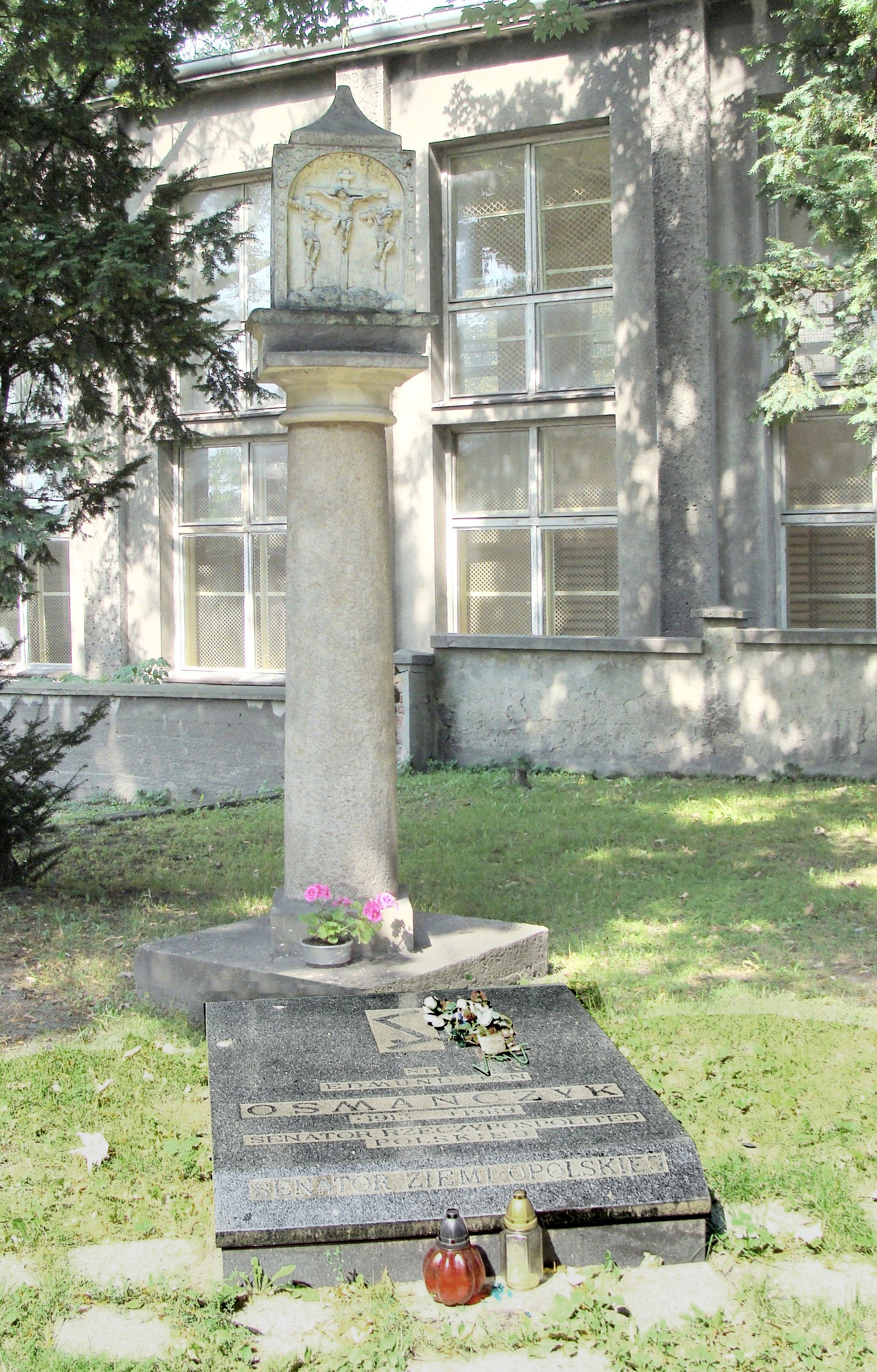
Grabmal von Edmund Osmańczyk in Opole

Edmund Jan Osmańczyk (anhörenⓘ) (* 10. August 1913 in Deutsch Jägel; † 4. Oktober 1989 in Warschau) war ein polnischer Historiker, Journalist, Schriftsteller, Aktivist der polnischen Minderheit in Deutschland, Parlamentarier und Kämpfer der polnischen Heimatarmee.

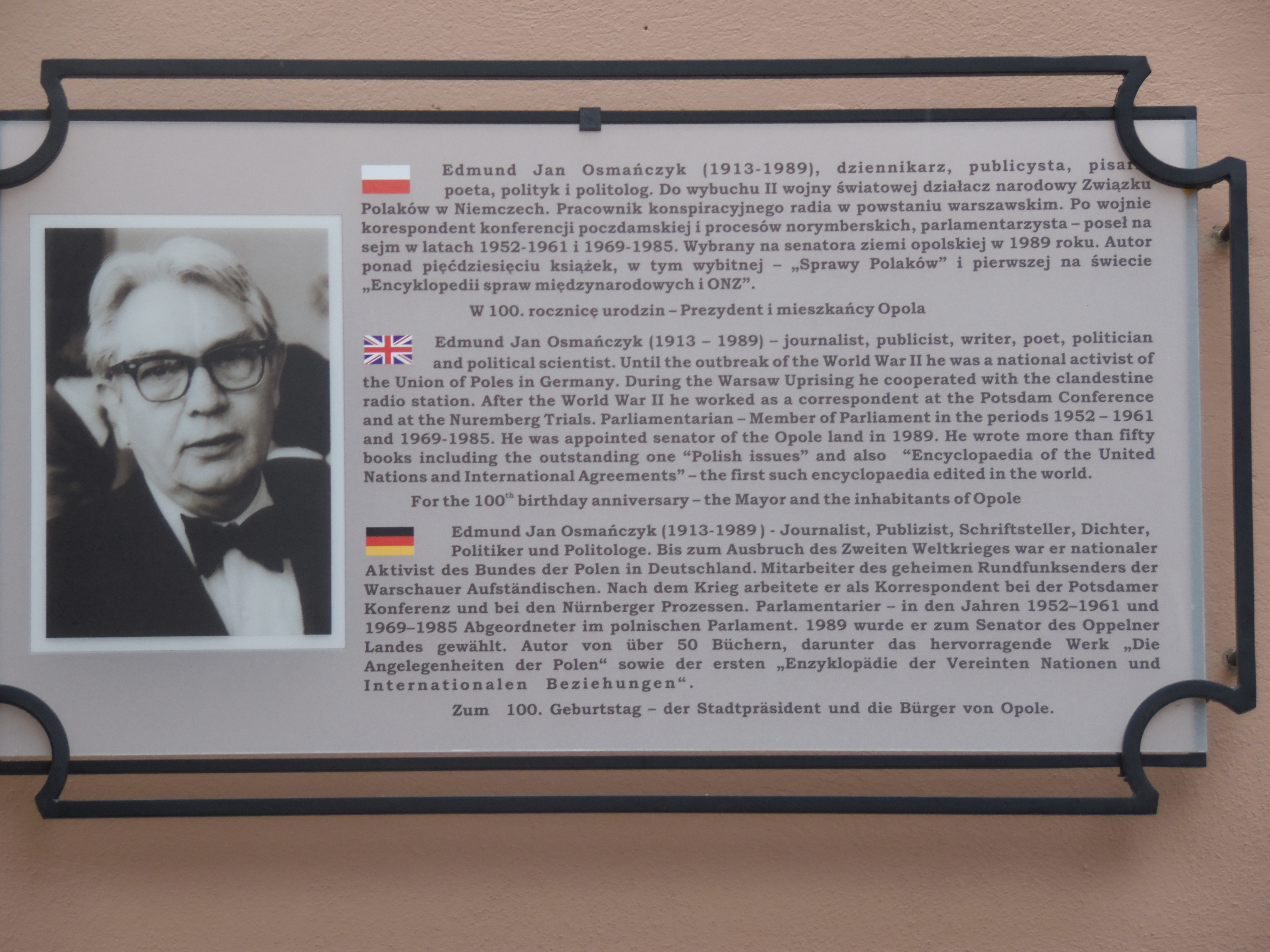
Gedenktafel zur Erinnerung in Oppeln

Edmund Jan Osmańczyk war Mitglied des Bundes der Polen in Deutschland, seit 1935 Leiter der Pressezentrale des Bundes, Herausgeber der polnischsprachigen Zeitschriften „Młody Polak w Niemczech“ (Der junge Pole in Deutschland), „Nowiny“ (Nachrichten), „Naród“ (Das Volk).
1938 siedelte er nach Polen über. Während des Zweiten Weltkrieges war er in der polnischen Widerstandsbewegung tätig. Im Warschauer Aufstand 1944 leitete er den Rundfunksender der Aufständischen. 1945–1946 war er in Deutschland als Auslandskorrespondent der polnischen Presse aktiv, war Berichterstatter an der Potsdamer Konferenz (17. Juli bis zum 2. August 1945) sowie am Nürnberger Prozess gegen die Hauptkriegsverbrecher (vom 20. November 1945 bis zum 1. Oktober 1946). 1948 bis 1952 wohnte er in Stettin, danach in Warschau.
1952–1961 und 1969–1985 war er Sejm-Abgeordneter, 1979–1980 Mitglied des Staatsrates der Volksrepublik Polen.
1983–1988 war er Vorsitzender der ZAiKS (Vereinigung der Bühnenautoren und -komponisten).
1975 wurde er Ehrendoktor der Schlesischen Universität in Katowice, 1988 der Breslauer Universität.
1988 wurde er Mitglied des Lech-Wałęsa-Bürgerkomitees. Am Runden Tisch (6. Februar bis zum 5. April 1989) nahm er Teil an der Seite der Solidarność-Opposition. In den ersten freien Wahlen am 4. Juni 1989 wurde er zum Senat gewählt, starb jedoch einige Monate später.
Edmund Jan Osmańczyk verfasste fast 50 Bücher, meistens den deutsch-polnischen Beziehungen gewidmet.
Zwei seiner Bücher erschienen in vielen Auflagen: „Sprawy Polaków“ (Die Angelegenheiten der Polen) und „Encyklopedia ONZ i stosunków międzynarodowych“ (englisch: The Encyclopedia of The United Nations and International Agreements, spanisch: Enciclopedia mundial de relaciones internacionales y Naciones Unidas).

## Schriften (Auswahl)
- Sprawy Polaków. AWiR, Katowice 1946, (Zahlreiche Auflagen; Die Angelegenheiten der Polen.).
- Młode Niemcy. Czytelnik, Warschau 1951, (Junges Deutschland.).
- Był rok 1945 … Państwowy Instytut Wydawniczy, Warschau 1970, (Zahlreiche Auflagen; Es war das Jahr 1945 …).
- Niemcy 1945–1950. Liczby, fakty, daty, komentarze. Książka i Wiedza, Warschau 1951, (Deutschland 1945–1950. Zahlen, Tatsachen, Daten, Kommentare.).
- Encyklopedia ONZ i stosunków międzynarodowych. Wiedza Powszechna, Warschau 1982, ISBN 83-214-0092-2.
  - englisch: The Encyclopedia of The United Nations and International Agreements. Taylor & Francis, Philadelphia PA u. a. 1985, ISBN 0-85066-312-1 (3rd edition, edited by Anthony Mango. 4 Bände. Routledge, New York u. a. 2003, ISBN 0-415-93920-8).
  - spanisch: Enciclopedia Mundial de Relaciones Internacionales y Naciones Unidas. Fondo De Cultura Económica, Mexico DF u. a. 1990, ISBN 84-375-0079-6.
- Trzeba to opowiedzieć. Dziennik z Powstania 1944. Bellona, Warschau 1994, ISBN 83-11-08325-8, (Man muss das erzählen. Tagebuch des Aufstandes 1944.).